# Ancistrorhynchus akeassiae
Ancistrorhynchus akeassiae är en orkidéart som beskrevs av Pérez-vera. Ancistrorhynchus akeassiae ingår i släktet Ancistrorhynchus och familjen orkidéer. Inga underarter finns listade i Catalogue of Life.